# Вонгопетра
 Тази статия е за историческото село в Западна Македония.  За епирското село вижте Падес (дем Коница).  
Вонгопетра или старо Падеж (на гръцки: Βογγόπετρα, Βογκόπετρα, до 1928 година Πάδες, Падес, или Πάδη, Пади) е историческо село в Република Гърция, на територията на дем Сервия, област Западна Македония.

## География
Селото е било разположено на 640 m надморска височина, югозападно от Сервия, в планината Амар бей (Архондики), на пътя от Лазарадес за Ливадеро (Мокро).

## История

### В Османската империя
Александър Синве ("Les Grecs de l’Empire Ottoman. Etude Statistique et Ethnographique"), който се основава на гръцки данни, в 1878 година пише, че в Падес (Padès) живеят 180 гърци.
Църквата „Света Параскева“ е от 1726 година.
На Етнографската карта на Битолския вилает на Картографския институт в София от 1901 година Падес е чисто гръцко село в Серфидженската каза на Серфидженския санджак с 15 къщи.
Според статистика на Серфидженския санджак на гръцкото консулство в Еласона от 1904 година в Пади (Πάδη), Серфидженска каза, живеят 120 гърци елинофони християни.

### В Гърция
През октомври 1912 година, по време на Балканската война, в селото влизат гръцки части и след Междусъюзническата война в 1913 година селото остава в Гърция. В 1927 година е преименувано на Вонгопетра.
Селото е посочено на картата на Македонския научен институт като Падеж (Padež).
Селото се разпада по време на Гражданската война в Гърция (1946 - 1949) и след нормализацията повечето му жители остават да живеят в Лазарадес.
| Година    | 1913 | 1920 | 1928 | 1940 | 1951 | 1961 | 1971 | 1981 | 1991 | 2001 | 2011 | 2021 |
| --------- | ---- | ---- | ---- | ---- | ---- | ---- | ---- | ---- | ---- | ---- | ---- | ---- |
| Население | 139  | 118  | 115  | 102  |      |      |      |      |      |      |      |      |

## Личности
Родени в Падес
- Константий Матулопулос (1841 – 1910), гръцки духовник